# French Open 1962 (Badminton)
Die French Open 1962 im Badminton fanden vom 6. bis zum 8. April 1962 in Paris statt. Es war die 34. Auflage des Championats.

## Finalresultate
| Disziplin    | Sieger                      | Finalist                           | Ergebnis          |
| ------------ | --------------------------- | ---------------------------------- | ----------------- |
| Herreneinzel | Charoen Wattanasin          | Finn Kobberø                       | 15-4, 18-13       |
| Dameneinzel  | Tan Gaik Bee                | June van der Willigen              | 11-1, 11-4        |
| Herrendoppel | Finn Kobberø Bengt Nielsen  | Charoen Wattanasin Torkild Nielsen | 18-16, 1-15, 15-4 |
| Damendoppel  | Bitten Nielsen Tan Gaik Bee | J. Kemp Veronica Brock             | 15-8, 15-3        |
| Mixed        | Finn Kobberø Tan Gaik Bee   | Charoen Wattanasin Veronica Brock  | 15-3, 15-2        |